# Âge d'or danois
Pour les articles homonymes, voir Âge d'or (homonymie).

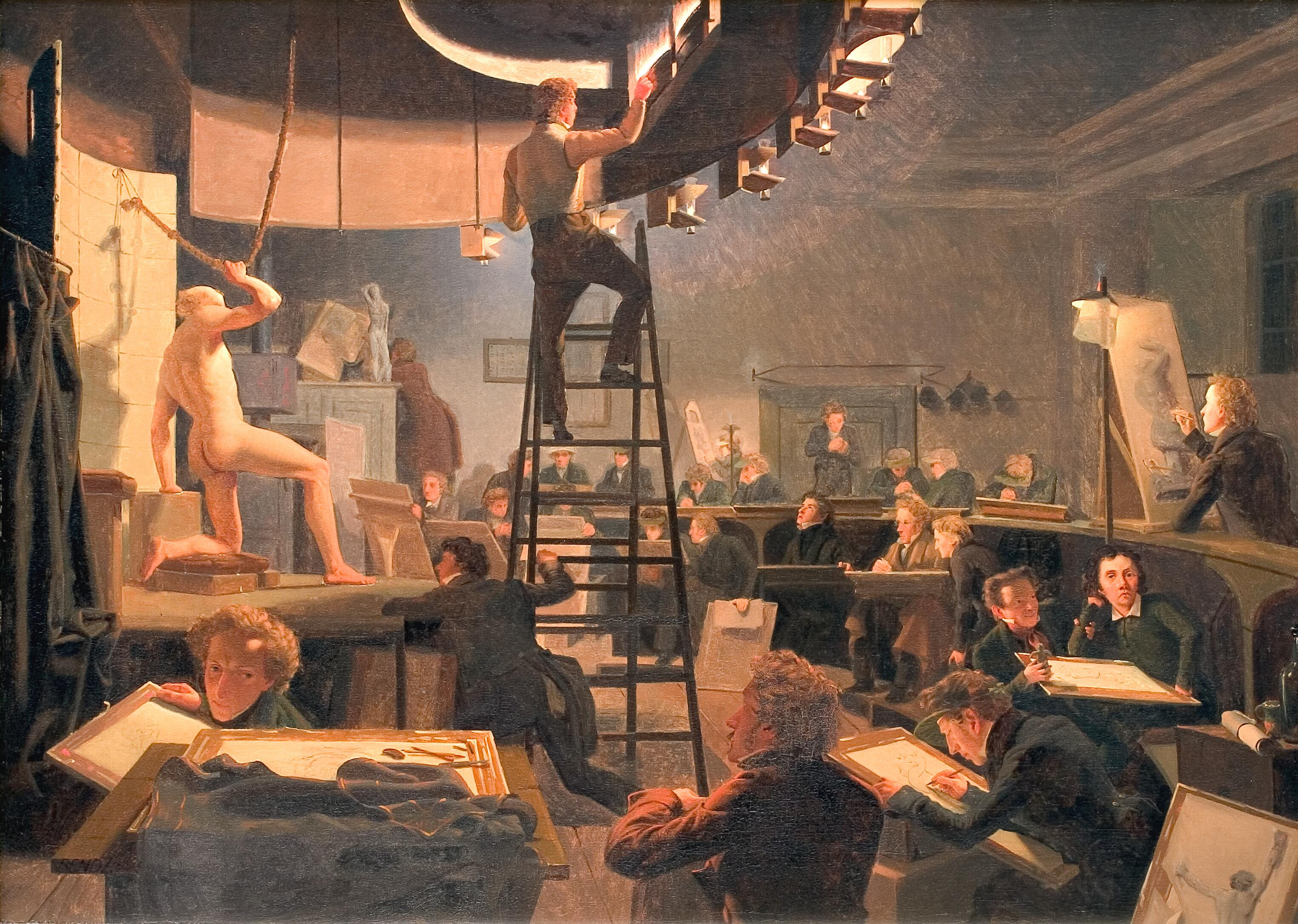
Wilhelm Bendz, La Classe de modèle vivant à l'Académie des beaux-arts de Copenhague, 1826.

L'âge d'or danois (danois : Den danske guldalder) couvre une période de production créative intellectuelle et artistique exceptionnelle au Danemark,  surtout durant la première moitié du XIXe siècle. Bien que Copenhague ait souffert des incendies, des bombardements et de la faillite nationale, les arts ont connu une nouvelle période de créativité sous l'influence du romantisme allemand. Le mouvement s'est étendu à la peinture, la sculpture, l'architecture, la musique, la littérature et les sciences.

## Contexte historique
Les origines de l'âge d'or danois remontent à la fin du XVIIIe siècle. Étonnamment, ce fut une période très difficile pour le Danemark. Copenhague, le centre de la vie intellectuelle du pays, a d'abord connu d'énormes incendies en 1794 et 1795 qui ont détruit les deux palais de Christiansborg et de vastes zones de la ville. En 1801, à la suite de la participation du pays à la Ligue de neutralité armée, la flotte britannique a infligé de graves dommages sur la ville au cours de la bataille de Copenhague. En 1807, sur des rumeurs que l'armée napoléonienne pourrait forcer le Danemark à fermer la mer Baltique à leur expédition, les Britanniques bombardent de nouveau la capitale lors de la bataille de Copenhague, visant cette fois spécifiquement la ville et sa population civile. Puis, en 1813, à la suite de l'incapacité du pays à supporter les coûts de la guerre, le Danemark a déclaré l'état de faillite. Pour aggraver les choses, la Norvège a cessé de faire partie du royaume danois quand elle a été cédée à la Suède l'année suivante.
La dévastation de Copenhague a néanmoins fourni de nouvelles opportunités. Les architectes et les planificateurs ont élargi les rues, la construction de bâtiments de style néoclassique magnifiquement conçus offrent un nouveau regard. À l'époque, avec une population de seulement 100 000 habitants, la ville était encore petite et construite dans les limites des anciens remparts de Copenhague. Heinrich Steffens (1773-1845) fut un ardent défenseur du romantisme. Dans une série de conférences donnée à Copenhague, il a transmis avec succès les idées du romantisme allemand pour les Danois. Des penseurs influents, tels que Oehlenschläger et Grundtvig n'ont pas tardé à prendre ses vues sur ce courant artistique. Il ne fallut pas longtemps avant que les Danois de toutes les branches des arts et des sciences soient impliqués dans une nouvelle ère de nationalisme romantique, plus tard connu sous le nom d'Âge d'or danois.
En particulier dans le domaine de la peinture, le changement est apparu. Alors que l'art avait déjà servi à défendre la monarchie et la mise en place de la nation, Christoffer Wilhelm Eckersberg et ses élèves ont réalisé qu'avec l'arrivée de l'industrialisation, les classes moyennes étaient de plus en plus importantes, gagnant pouvoir et influence.
Dans le domaine de la musique, l'âge d'or s'identifie avant tout aux noms de Johan Peter Emilius Hartmann et Niels W. Gade.
L'Âge d'or se déroule principalement jusque dans les années 1850, voire jusqu'à la Deuxième guerre du Schleswig (ou Guerre des Duchés). Vers cette époque, la culture danoise a souffert des effets de la Première guerre de Schleswig (1848-1851) et puis de la seconde en 1864. En outre, c'est alors aussi qu'ont lieu les réformes politiques impliquant la fin de la monarchie absolue en 1848 et l'adoption de la Constitution danoise, l'année suivante. Enfin, on assiste à l'extension de Copenhague au-delà des anciens remparts au cours des années 1850.

## Peinture

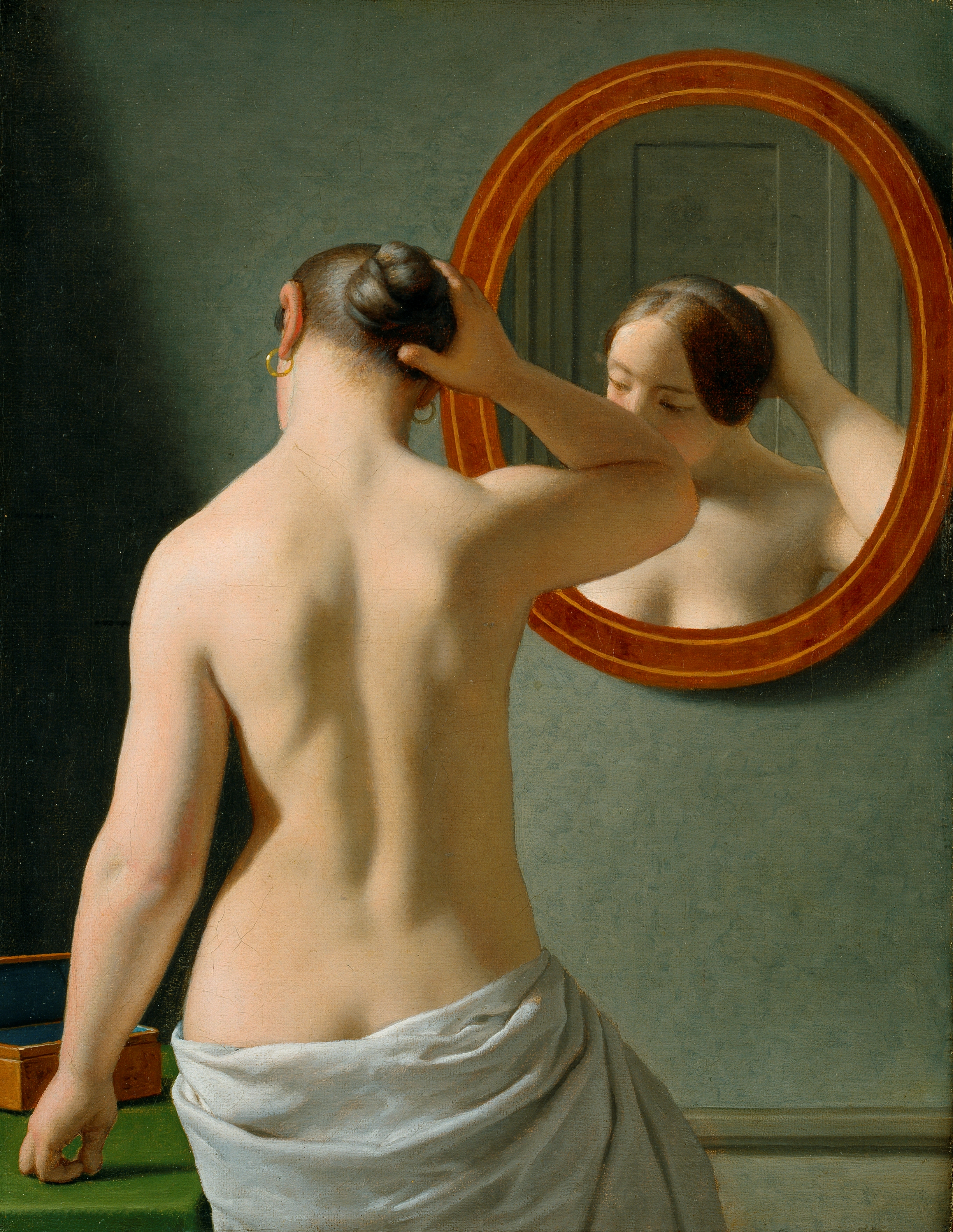
Christoffer Wilhelm Eckersberg, Femme au miroir, 1841.

Le mouvement a été lancé par Christoffer Wilhelm Eckersberg et s'est répandu grâce à ses élèves parmi lesquels Wilhelm Ferdinand Bendz, Christen Købke, Albert Küchler, Constantin Hansen, Wilhelm Marstrand...
D'autres peintres ont par la suite contribué au mouvement.

## Sculpture
Le principal représentant de l'âge d'or danois en sculpture est sans doute Bertel Thorvaldsen. On peut aussi citer Herman Wilhelm Bissen.

## Littérature
En littérature, on peut citer deux écrivains mondialement connus : le conteur Hans Christian Andersen et le philosophe Søren Kierkegaard. Voir Littérature danoise.